# 牛ヶ淵
牛ヶ淵（うしがふち）は東京都 千代田区にある北の丸公園東側の清水門外にあるお堀である。

## 概要
牛ヶ淵とは、東京都千代田区にある北の丸公園東側の清水門外にあるお堀である。

### 名前の由来
『江戸名勝志』（江府名勝志の異本である）に、「九段坂脇の御堀をいふ、昔此処へ銭を積みたる牛落ちてその牛落ちてその牛死せよりの名といふ」とあり、九段坂が急勾配であるため、牛車が落ちそうであることから、この名前がついたとされる。

### 歴史
1590年江戸の人口は急激に増加し、当時困ったのは飲料水不足だった。その結果、小河川をダムでせき止め、千鳥ヶ淵と牛ヶ淵の2つの飲料水専用のダムを作った。また、牛ヶ淵の水は日本橋川右岸の河岸段丘と、武蔵野台地の東麗部の湧水線との間の地に留められたものである。

### 美術における牛ヶ淵
北斎は壮年期に洋風風景画に挑戦していた際、牛ヶ淵をモデルに（くだんうしがふち）を手掛けた。

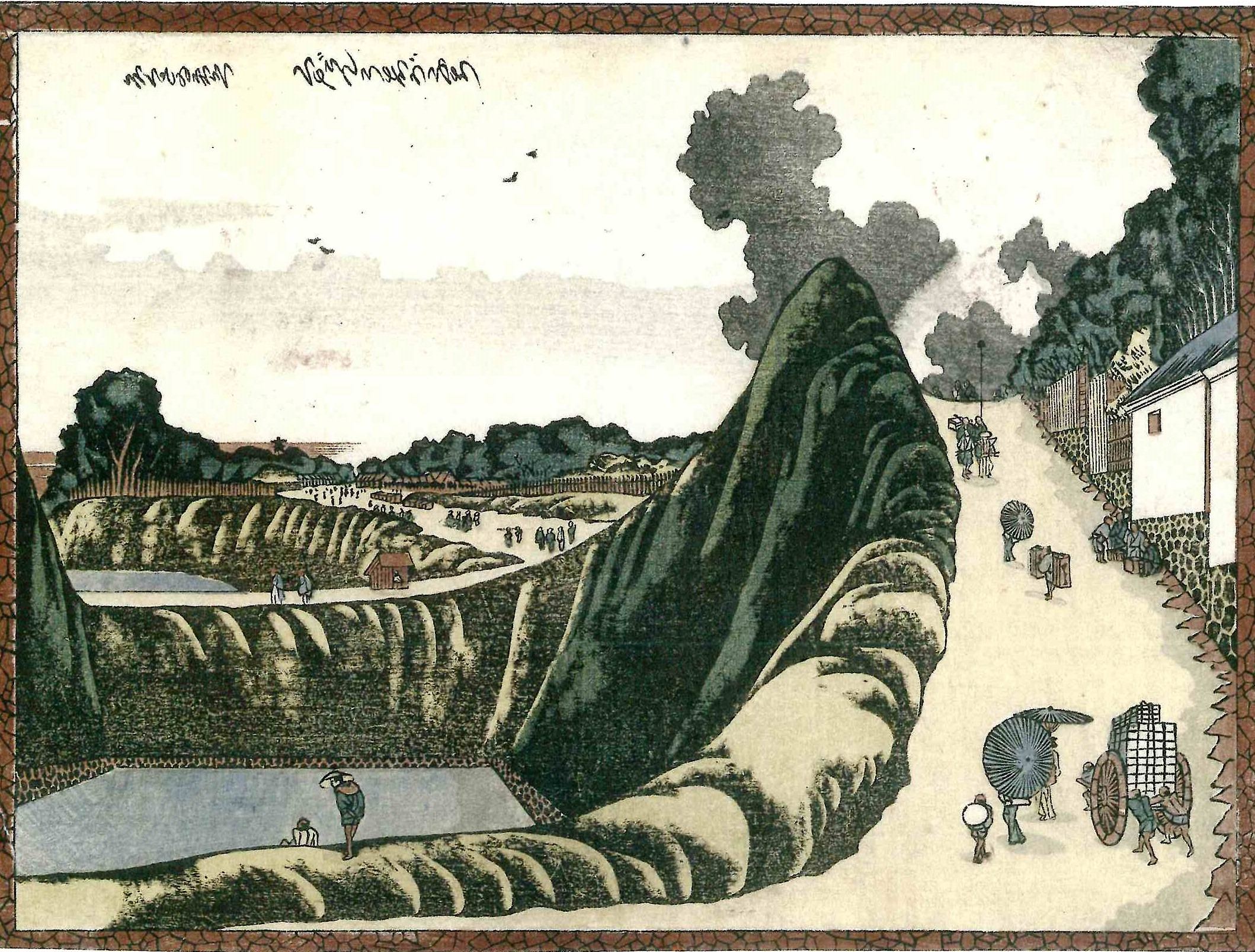
葛飾北斎「くだんうしがふち」

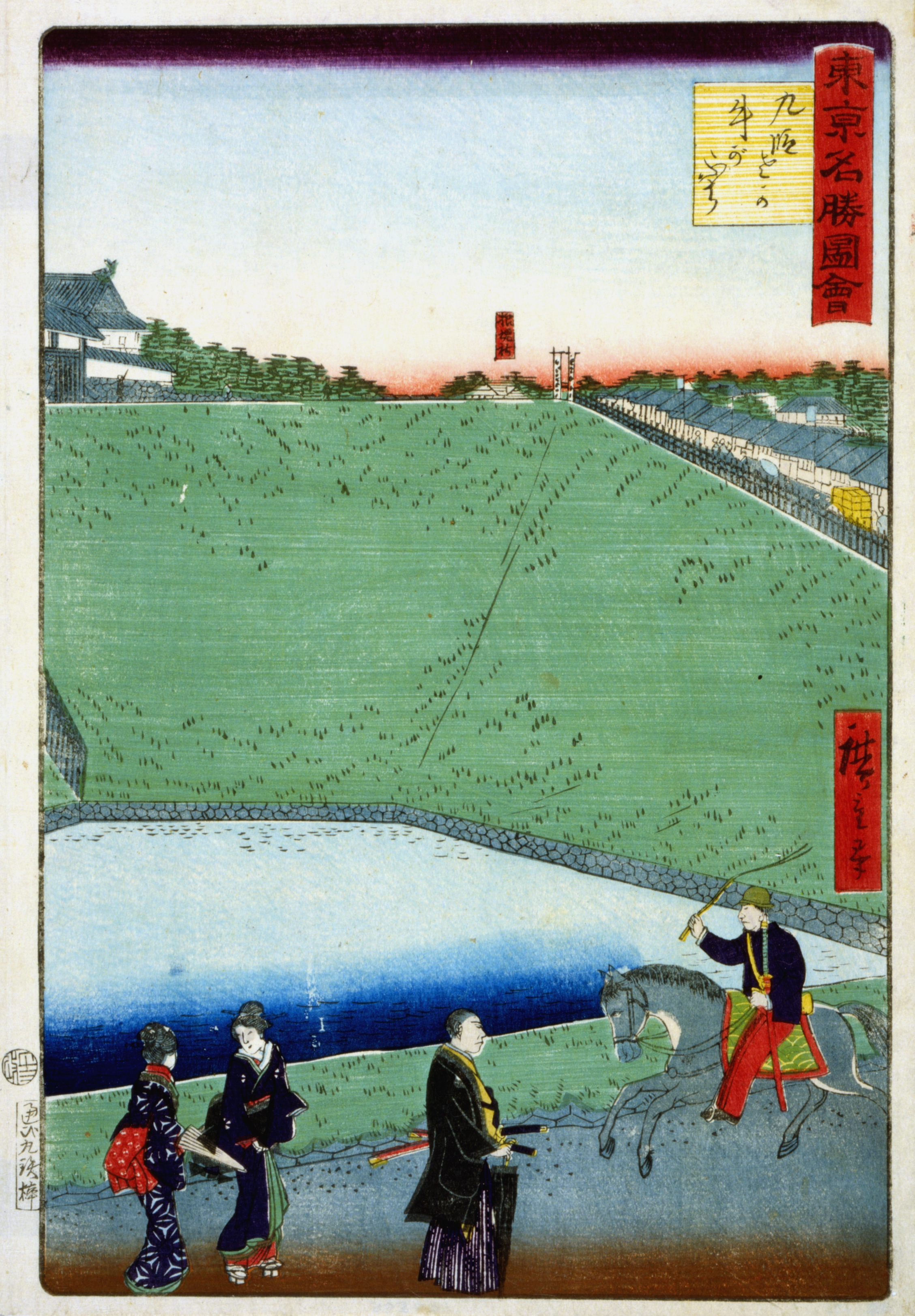
3代広重作『東京名所図会』「九段坂牛が淵」

## 交通
- 東京メトロ東西線・半蔵門線、都営地下鉄新宿線：「九段下駅」2番出入口目の前
- 半蔵門線：「半蔵門駅」3b出入口から徒歩4分
- 都営バス03、75：半蔵門

## 自然環境
四季折々に変化する牛ヶ淵の眺望は、九段下駅から北の丸公園の入口方面に向かう靖国通りや田安門橋から見下ろすことができる。
牛ヶ淵の桜は染井吉野（ソメイヨシノ）で、千代田区役所庁舎に程近い清水門橋付近から見上げる景観も見ごたえがある。
夏の間ぽつりぽつりと咲き続ける蓮（ハス）は、残念ながら花を間近に眺めることはできない。
しかし、少し立ち止まりデジタルカメラなどで拡大してみると、葉の間から覗く花が見えるだろう。